# Elettrotreno Stadler KISS

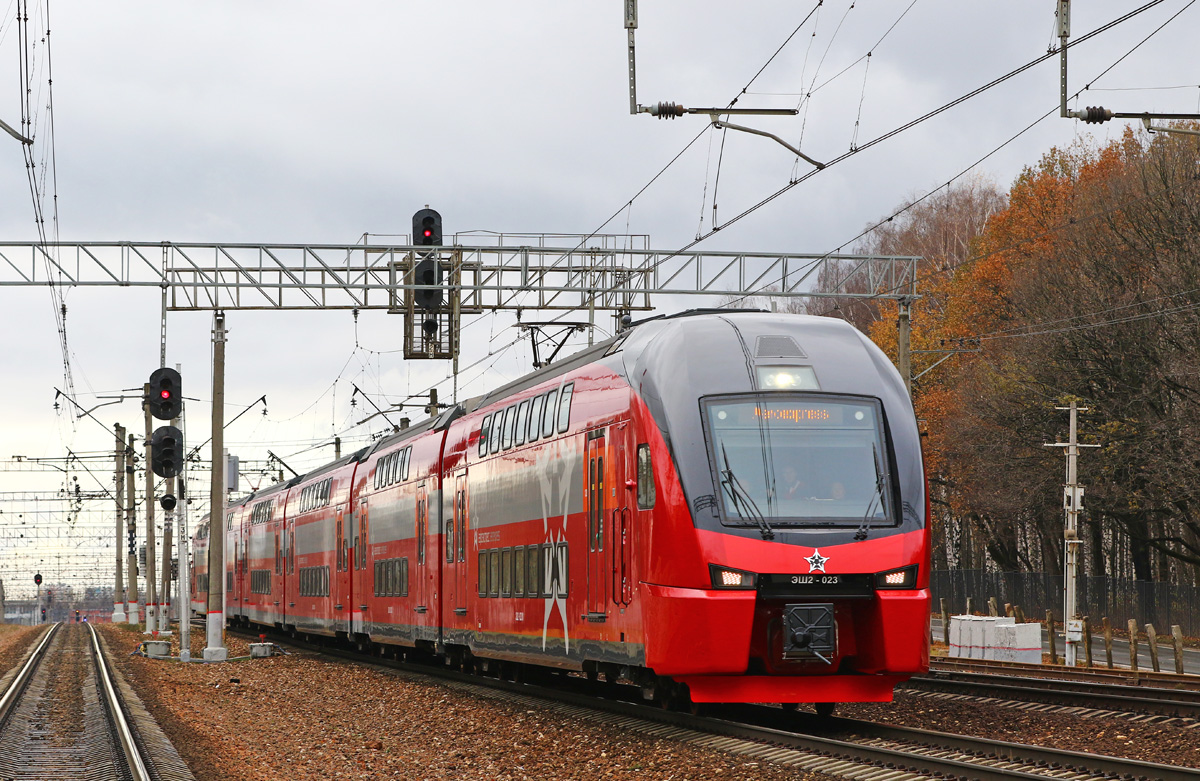
ES2 che passa da Mosca all`aeroporto Vnukovo

I KISS (acronimo dal tedesco Komfortabler Innovativer Spurtstarker S-Bahn-Zug, treno suburbano confortevole, innovativo e scattante) sono una famiglia di elettrotreni a due piani, prodotti dalla società svizzera Stadler Rail.
I KISS, originariamente denominati DOSTO (dal tedesco Doppelstock, "doppio piano"), vennero progettati a partire dal 2004, con l'obiettivo di aprire alla Stadler il mercato dei treni a grande capacità.

## Versioni

### KISS160
Il KISS160 è la versione progettata per il servizio regionale, con una velocità massima di 160 km/h.
I primi esemplari furono ordinati nel 2008 dalle Ferrovie Federali Svizzere, per l'esercizio sulla S-Bahn di Zurigo. Successivamente sono stati ordinati anche da altre compagnie ferroviarie, per l'esercizio sulle linee ad alto traffico nelle regioni metropolitane.

### KISS200
Il KISS 200 è la versione progettata per il servizio di tipo InterCity, con una velocità massima di 200 km/h.
Il primo lotto di veicoli è stato acquistato dall'austriaca WESTbahn nel 2011.

### Eurasia (ЭШ2, EŞ2, GRS)
Le versioni per i binari "russi" (1520 mm) si producono dal 2014 nello stabilimento di Fanipal' (Regione di Minsk, Bielorussia). I primi esemplari sono stati ordinati da "Aeroexpress OOO" (Mosca, Russia), specializzati nel trasporto di passeggeri tra Mosca e gli aeroporti di Sheremetjevo, Domodedovo e Vnukovo. Altri clienti hanno ordinato questi treni. Attualmente, oltre Mosca, questi treni operano sulle ferrovie in Azerbaijan e Georgia. In totale sono prodotti 24 treni di cui 9 da sei carrozze e 15 da 4 carrozze.

## Unità prodotte
| Gruppo   | Immagine | Società       | Anno     | Quantità         | Casse |
| -------- | -------- | ------------- | -------- | ---------------- | ----- |
| RABe 511 |          | FFS           | 2011-... | 50               | 6     |
| 4010     |          | WESTbahn      | 2011     | 7 (+10 ordinati) | 6     |
| RABe 515 |          | BLS           | 2012     | 28               | 4     |
| RABe 511 |          | FFS           | 2012-... | 24               | 4     |
| 445/446  |          | ODEG          | 2012     | 16               | 4     |
| 445/446  |          | WestfalenBahn | 2015-... | 13               | 6     |
| 2300     |          | CFL           | 2014     | 8 (+13 ordinati) | 3     |